# Teran Matthews
Teran Matthews (sinh ngày 14 tháng 2 năm 1980) là một cựu vận động viên bơi lội từ Saint Vincent và Grenadines, người chuyên về các sự kiện tự do chạy nước rút. Matthews chỉ thi đấu ở nội dung 50 m tự do nữ tại Thế vận hội Mùa hè 2000 ở Sydney. Cô đã nhận được một vé từ FINA, theo chương trình Đại học, trong thời gian nhập cảnh là 31,87. Cô đã thách đấu sáu vận động viên bơi lội khác ở nhiệt độ hai, bao gồm Olympian Hem Raksmey hai lần của Campuchia và Fariha Fathimath, 13 tuổi của Maldives. Lặn xuống với mức thâm hụt 0,94 giây, cô ấy thiêu đốt cánh đồng với tốc độ nhanh chóng đến thời điểm hạt giống thứ năm là 31,87 và giảm tiêu chuẩn nhập cảnh của mình xuống 16 phần trăm giây. Matthews đã thất bại trong việc vào bán kết, khi cô xếp thứ 67 trong các màn dạo đầu.